# Roger Gibbon
Roger Gibbon (né le 9 mars 1944 à Five Rivers) est un ex-coureur cycliste sur piste trinidadien. Il a notamment participé aux Jeux olympiques d'été de 1964, puis à ceux de 1968. Il s'est particulièrement illustré au cours des années 1960 par sa domination des épreuves de vitesse aux Jeux panaméricains et aux Jeux du Commonwealth.

## Palmarès
- 1963
  - Jeux panaméricains
    -  Médaillé d'or de vitesse
    -  Médaillé d'argent du kilomètre
- 1964
  - 8e du kilomètre aux Jeux olympiques
- 1966
  - Jeux du Commonwealth
    -  Médaillé d'or de vitesse
    -  Médaillé d'or du kilomètre
- 1967
  - Jeux panaméricains
    -  Médaillé d'or de vitesse
    -  Médaillé d'or du kilomètre

  - 3e du championnat du monde du kilomètre contre-la-montre
- 1968
  - 5e du kilomètre aux Jeux olympiques